# Gran Premi de San Marino de 1996
Resultats del Gran Premi de San Marino de la temporada 1996 disputat a l'Autodromo Enzo e Dino Ferrari el 5 de maig del 1996.

## Classificació
| Posició  | Número | Pilot                 | Equip                  | Voltes | Temps/ retirada  | Posició de sortida | Punts |
| -------- | ------ | --------------------- | ---------------------- | ------ | ---------------- | ------------------ | ----- |
| 1        | 5      | Damon Hill            | Williams - Renault     | 63     | 1h 35' 26,156"   | 2                  | 10    |
| 2        | 1      | Michael Schumacher    | Ferrari                | 63     | + 16,460 "       | 1                  | 6     |
| 3        | 4      | Gerhard Berger        | Benetton - Renault     | 63     | + 46,891 "       | 7                  | 4     |
| 4        | 2      | Eddie Irvine          | Ferrari                | 63     | + 1' 01.583 min. | 6                  | 3     |
| 5        | 11     | Rubens Barrichello    | Jordan - Peugeot       | 63     | + 1' 18.490 min. | 9                  | 2     |
| 6        | 3      | Jean Alesi            | Benetton - Renault     | 62     | + 1 Volta        | 5                  | 1     |
| 7        | 10     | Pedro Diniz           | Ligier - Mugen - Honda | 62     | + 1 volta        | 17                 |       |
| 8        | 7      | Mika Häkkinen         | McLaren - Mercedes     | 61     | Motor            | 11                 |       |
| 9        | 20     | Pedro Lamy            | Minardi - Ford         | 61     | + 2 voltes       | 18                 |       |
| 10       | 22     | Luca Badoer           | Forti F1 - Ford        | 59     | + 4 voltes       | 21                 |       |
| 11       | 6      | Jacques Villeneuve    | Williams - Renault     | 57     | Suspensions      | 3                  |       |
| Ret      | 9      | Olivier Panis         | Ligier - Mugen - Honda | 54     | Motor            | 13                 |       |
| Ret      | 18     | Ukyo Katayama         | Tyrrell - Yamaha       | 45     | Virolla          | 16                 |       |
| Ret      | 8      | David Coulthard       | McLaren - Mercedes     | 44     | Hidràulics       | 4                  |       |
| Ret      | 16     | Ricardo Rosset        | Footwork - Hart        | 40     | Motor            | 20                 |       |
| Ret      | 17     | Jos Verstappen        | Footwork - Hart        | 38     | Hidràulics       | 14                 |       |
| Ret      | 12     | Martin Brundle        | Jordan - Peugeot       | 36     | Virolla          | 12                 |       |
| Ret      | 15     | Heinz-Harald Frentzen | Sauber - Ford          | 32     | Frens            | 10                 |       |
| Retirada | 21     | Giancarlo Fisichella  | Minardi - Ford         | 30     | Motor            | 19                 |       |
| Ret      | 14     | Johnny Herbert        | Sauber - Ford          | 25     | Part elèctrica   | 15                 |       |
| Retirada | 19     | Mika Salo             | Tyrrell - Yamaha       | 23     | Motor            | 8                  |       |
| NVQ      | 23     | Andrea Montermini     | Forti F1 - Ford        |        | Norma del 107%   | 22                 |       |

## Altres
- Pole: Michael Schumacher 1' 26. 890
- Volta ràpida: Damon Hill 1' 28. 931 (a la volta 49)